# Giancarlo Martini
Giancarlo Martini (ur. 16 sierpnia 1947 w Lavezzola, zm. 26 maca 2013 w Forlì) – włoski kierowca wyścigowy, współzałożyciel zespołu Formuły 1 Minardi.
W latach 1974–1979 startował w Formule 2. W 1976 roku wystartował dla prywatnego zespołu Scuderia Everest w dwóch niezaliczanych do Mistrzostw Świata Formuły 1 wyścigach.
Wuj Pierluigiego Martiniego, kierowcy Formuły 1.